# Berghem Studio
Berghem Studio är en musikinspelningsstudio i Berghem utanför Jönköping i Sverige. Musiken spelas in i den så kallade "Musikladan", startad 1996.
Berghem studio samarbetar med musikkollektivet Dunebug och har under 2017 byggt upp en video och livescen på Berghem Östergård.
Den har bland annat använts av artister som Nils Börge Gårdh, Tre små grisar, Lasse Siggelin och Marie Länne Persson och Ingamay Hörnberg.

### Fotnoter
1. ↑  ”Vad kan Berghem studio göra för dig”. Berghem Studio. Arkiverad från originalet den 22 augusti 2014. https://web.archive.org/web/20140822223953/http://berghem.com/?catID=23&type=page. Läst 27 december 2014.
2. ↑  ”Berghem studio”. Svensk mediedatabas. http://smdb.kb.se/catalog/search?q=%22Berghem+Studio%22+typ%3Afonogram&sort=OLDEST. Läst 27 december 2014.